# Henri Regnault
Alexandre-Georges-Henri Regnault (Párizs, 1843. október 30. – Rueil-Malmaison, 1871. január 19.) francia festő, Henri Victor Regnault fizikus és kémikus fia.

## Életpályája

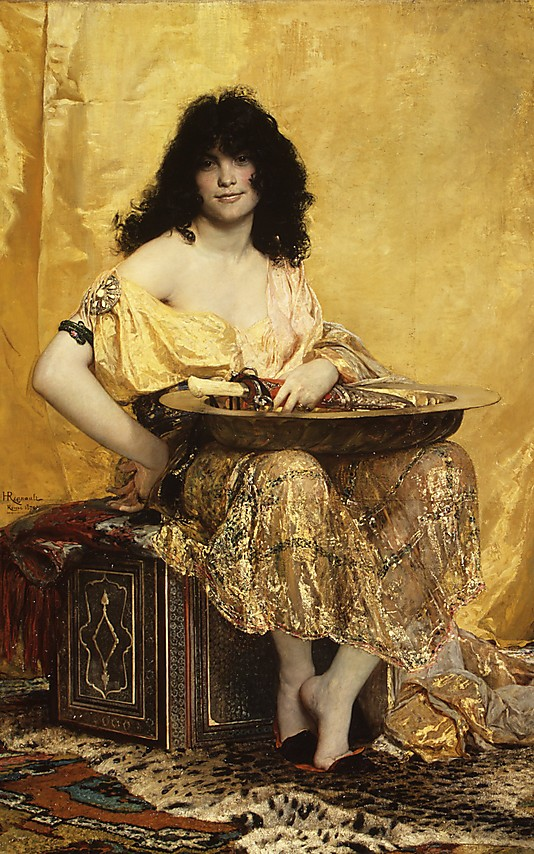
Salomé (1870) (Metropolitan Művészeti Múzeum)

Alexandre Cabanel és Eugène Delacroix tanítványa volt, a porosz–francia háború idején a második buzenvali csatában esett el. 1866-tól 1868-ig római díjjal Rómában élt, majd Spanyolországban, melynek színessége Goya és Velazquez mellett nagy hatással volt reá, nemkülönben Fortunyval való barátsága. Festményeiben a Delacroix által megalapított kolorizmusnak hódolt. Festményei, mint Prim tábornok lovasképe (Párizs, Louvre), A mór hóhér (ugyanott), továbbá Marokkói őrség és kolorisztikus mesterműve, a Salomé, Judit és Holofernes (mindkettő Marseille, Múzeum); Barck grófnő arcképe spanyol kosztümben (Louvre) stb., hatalmas széles ecsetvonásaikkal, ragyogó színpompájukkal, drámai kifejezésükkel, sőt még többnyire keleti tárgyaikkal is mesterére emlékeztetnek.
A porosz–francia háborúban vesztette életét, néhány hónappal azt követően, hogy Salomé festménye nagy sikert aratott az 1870-es Salonon. A festmény évekig a kortárs művészet egyik csúcsának számított. Amikor nyilvánosságra került, hogy a képet tulajdonosa áruba bocsátja, Henry de Rotschild báró kampányt indított annak érdekében, hogy tartsák az alkotást Franciaországban. A kezdeményezés sikertelen maradt, a képet a New York-i Metropolitan Művészeti Múzeum egyik pártfogója vásárolta meg és ajándékozta a múzeumnak 1916-ban.